# Gaston Barreau
Gaston Bareau (Levallois, 7 dicembre 1883 – Levallois, 11 giugno 1958) è stato un calciatore e allenatore di calcio francese, di ruolo centrocampista.

## Carriera
A partire dal 1919 fece parte del comitato tecnico che dirigeva la Nazionale francese e vi rimase fino al 1955. All'interno del Comitato si occupava inizialmente della gestione degli uomini in campo, in un ruolo simile a quello dell'allenatore odierno, spesso coadiuvato da un assistente tecnico quale fu Sid Kimpton ai Mondiali del 1934. Nel dopoguerra sperimentò anche altri ruoli, passando ad occuparsi anche delle convocazioni. In totale fu allenatore dei Bleus per 197 partite.